# Marxista válságelmélet
A marxista válságelmélet Karl Marx munkásságában a tőkés gazdaságban periodikusan visszatérő túltermelési válságok magyarázata. Eszerint speciális okokra visszavezethető gazdasági válságok a fejlett kapitalizmus kora előtt is előfordultak, de az első tőkés túltermelési válságra csak 1825-ben került sor, és ezek azután 7–10 évente ismétlődtek. 
A legnagyobb ilyen válság az 1929 és 1933 közötti nagy gazdasági világválság volt. Ennek nyomán került sor az az aranystandard felszámolására, a hitelpénz általánossá tételére, a gazdaságba történő aktív állami beavatkozás uralkodóvá válására. Ezek  fejlemények a második világháború után lehetővé tették a konjunktúra szélsőségeinek mérséklését, az üzleti ciklus valamelyes kiegyensúlyozását a fejlett tőkés országokban, ezzel az általános túltermelési válságok megszűntek.

## Jellemzői
A kapitalizmus periodikus gazdasági válságai mindenekelőtt a termelés és a beruházások jelentős csökkenésében megnyilvánuló, nagyjából szabályos időközönként jelentkező megrázkódtatásai voltak. 
Az ilyen válság kezdetén az áruk nagy része eladhatatlanná vált, az árak zuhanásszerűen estek, a profitok csökkentek, a hitelkínálat elapadt, a munkanélküliség magasra szökött, csődhullám következett be a gazdaságban.
A válság az konjunkturális ciklus kiinduló és egyben végpontja volt, ezt követte a fellendülés. Az üzleti ciklus, a válságok közötti időszak  hosszát főleg az állótőkék megújításának szakaszossága határozta meg.

## Története
A gazdasági válságok elvont lehetősége már az egyszerű árutermelés, a pénz fizetési eszköz funkciójának kibontakozása után során kialakult, de csak az ipari kapitalizmusban vált valósággá. Az első tőkés túltermelési válság 1825-ben Angliában zajlott le. Ettől kezdve a fő tőkésországokban, a 19. század derekától pedig az egész tőkés világgazdaságban mintegy 7–10 éves ciklusokban gazdasági válságok alakultak ki egészen a második világháborúig.

## A válságok okai
A marxi elmélet szerint a válságok végső okai a tőkés termelés alapvető ellentmondásában, a társadalmi termelés és az egyéni kisajátítás között kibékíthetetlen ellentmondásban rejlenek. A kapitalizmus megteremti a termelés nagyfokú társadalmasodását, de a társadalmi munka eredményei magántulajdonba kerülnek. Ezen az alapon további ellentmondások is jelentkeznek, mint a termelésnek a vállalatokon belüli nagyfokú szervezettsége, valamint a piaci anarchia közötti ellentmondás, továbbá a termelés szakadatlan bővítése és a fizetőképes keresletnek a munkabérek korlátozásán keresztül történő alacsonyan tartása között.

## A válságok eredményei
A válságok kiélezték a tőkések és a munkásosztály közötti ellentéteket, a kistőkések tömeges tönkretételén keresztül elősegítették a tőke koncentrációját, a monopóliumok erősödését. Ugyanakkor a felesleges kapacitások elpusztítása révén hozzájárultak a gazdaság megfelelő arányai kialakulásához, ideiglenes összhangot hoztak létre a termelés és a fogyasztás struktúrája között.

## A klasszikus túltermelési válságok megszűnése
Az 1929-33-as nagy gazdasági világválság, majd a második világháború után a tőkés államok nagy erőfeszítéseket tettek a további súlyos gazdasági válságok elkerülésére. A korábbi szabad piacgazdálkodást nagyarányú állami beavatkozás váltotta fel. Megszűnt az aranystandard, az aranyra átváltható árupénz helyét a hitelpénz váltotta fel. Az időszakos deflációk megszűntek, a kormányzatok és a nemzeti bankok az ideálisnak tartott 2-3%-os infláció fenntartására törekedtek. Az egyéni tőkések szabad gazdasági döntései helyett előtérbe kerültek az állami szabályozás bonyolult eszközei. Mindezek eredményeképpen a periodikus túltermelési válságok megszűntek, a konjunktúra-ciklus laposabbá vált, a nagy visszaesések helyét kisebb recessziók illetve egyes konkrét okokra visszavethető válságok vették át.

## Forrás
- ↑ Közgazdasági kislex: Földes István (főszerk): Közgazdasági kislexikon. Budapest: Kossuth. 1968.